# Jan z Nostic-Rienecku
Jan Vilém Heřman hrabě z Nostic-Rienecku (Johann Wilhelm Hermann Graf von Nostitz-Rieneck) (6. dubna 1847, Baja, Uhersko – 15. října 1915, Vídeň) byl český šlechtic, generál rakousko-uherské armády a dvořan. V armádě sloužil od sedmnácti let a nakonec dosáhl hodnosti c. k. polního podmaršálka. Souběžně se uplatnil ve službách u císařského dvora a mimo jiné byl vychovatelem následníka trůnu Františka Ferdinanda d'Este.

## Životopis
Narodil se v Uhrách jako starší syn c. k. podplukovníka hraběte Zikmunda z Nostic (1815–1890) z falknovské větve šlechtického rodu Nosticů. Byl potomkem vojevůdce napoleonských válek Jana Nepomuka z Nostic (1768–1840).
Do armády vstoupil jako kadet v roce 1864 a v roce 1866 se již jako nadporučík zúčastnil prusko-rakouské války. V roce 1875 byl jmenován c. k. komořím a byl přidělen ke dvoru arcivévody Karla Ludvíka, kde byl vychovatelem jeho synů Františka Ferdinanda a Otty. Později byl prvním komorníkem arcivévody Leopolda Ferdinanda (1895–1897) a nakonec se stal nejvyšším hofmistrem arcivévodkyně Marie Annunziaty (1900–1915). V aktivní službě dosáhl hodnosti plukovníka a v roce 1900 byl penzionován. Mimo aktivní službu ale později dosáhl ještě hodností generálmajora (1902) a polního podmaršála (1911). V roce 1900 byl jmenován c. k. tajným radou a v roce 1910 získal Řád železné koruny I. třídy.

### Manželství a potomstvo
Dne 18. listopadu 1885 se Wiesbadenu oženil s hraběnkou Mauritií z Walderdorffu (1861–1949), dámou Řádu hvězdového kříže. Manželé měli tři dcery
- Nejstarší dcera Eleonora (1886–1922) se provdala za hraběte Ferdinanda z Attemsu (* 1885), který si po ovdovění vzal její mladší sestru Wandu (* 1887). Manželé byli v lednu 1946 v Jugoslávii prohlášeni za nezvěstné.
- Nejmladší dcera Alžběta (1893–1983) byla manželkou hraběte Karla Ledóchowskiho-Thuna (1891–1971), který působil ve státních službách v Salcburku a proslul také jako genealog a heraldik.[4]